# アシナガネズミカンガルー
アシナガネズミカンガルー（Potorous longipes）は、双前歯目ネズミカンガルー科ネズミカンガルー属に分類される有袋類。

## 分布
オーストラリア（ニューサウスウェールズ州南東部、ビクトリア州東部）固有種

## 形態
体長38 - 41.5センチメートル。尾長31.5 - 32.5センチメートル。体重オス2 - 2.2キログラム、1.6 - 1.8キログラム。背面は灰褐色、腹面は淡灰色。
後肢は頭部よりも長く、名前の由来になっている。染色体数は2n=24。乳頭の数は4個。

## 分類
1958年に野犬用の罠で発見されたが、1978年まで生体の捕獲例がなかった。1986年にニューサウスウェールズ州で、1995年にビクトリア州北東部で発見された。

## 生態
標高100 - 1,200メートル以上にある硬葉樹林に生息する。主に年間降雨量1,100 - 1,200ミリメートルの地域に生息する。地表棲。ギプスランドでは行動圏は22 - 60ヘクタール、ビクトリア州北東部では14 - 23ヘクタールの行動圏内で生活する。夜行性。昼間は下生えや倒木の中などで過ごす。
食性は植物食傾向の強い雑食で、主に（食性の88 - 91 %）地中にある菌類を食べるが、植物質や無脊椎動物も食べる。
繁殖様式は胎生。妊娠期間は38日と考えられている。周年繁殖し、ギプスランドでは主に7 - 9月に出産することが多い。1回に1頭の幼獣を、年に2 - 3回に分けて産む。幼獣は生後140 - 150日は母親の育児嚢で生活する。生後140 - 150日に育児嚢に入らなくなり独立する。生後26か月で性成熟する。

## 人間との関係
分布は限定的で、大きくギプスランド東部・ニューサウスウェールズ州南東部・ビクトリア州北東部の3つの個体群に分かれる。森林伐採や道路建設による生息地の破壊により生息数が減少している。生息地はスノーウィー・リバー国立公園などが含まれるものの大部分が州の所有林のため厳重に管理されているものの伐採することも可能で、伐採が予定されている場所もある。人為的に移入されたディンゴ・野犬・アカギツネによる捕食などによっても生息数は減少し、野生化したブタによる食物の競合や堆積層の破壊なども懸念されている。1988年にビクトリア州、1995年にニュー・サウス・ウェールズ州で法的に絶滅危惧種に掲載されている。